# Claoxylon taitense
Claoxylon taitense är en törelväxtart som beskrevs av Johannes Müller Argoviensis. Claoxylon taitense ingår i släktet Claoxylon och familjen törelväxter. IUCN kategoriserar arten globalt som nära hotad.
Artens utbredningsområde är Sällskapsöarna. Inga underarter finns listade i Catalogue of Life.